# Georg Henning von Puttkamer

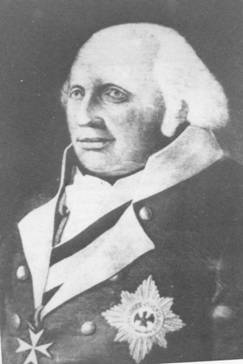
Georg Henning von Puttkamer

 Georg Henning von Puttkamer (* 1. August 1728 in Deutsch Karstnitz; † 4. Januar 1814 ebenda) war ein preußischer Generalleutnant sowie Gutsherr zu Deutsch Karstnitz, Benzin und Treblin.

## Herkunft
Er entstammte dem hinterpommerschen Adelsgeschlecht Puttkamer. Er war der älteste Sohn des Bogislaw Ulrich von Puttkamer, Landrat im Kreis Stolp und Erbherr auf Deutsch Karstnitz und Benzin, und der Clara Constantia von Wobeser (* 1710; † 1779), einer Tochter des preußischen Generals Georg Bogislaw von Wobeser. Georg Henning von Puttkamer hatte einen jüngeren Bruder, Friedrich Bogislaw von Puttkamer, der Landrat im Kreis Stolp wurde, und eine Schwester.

## Leben

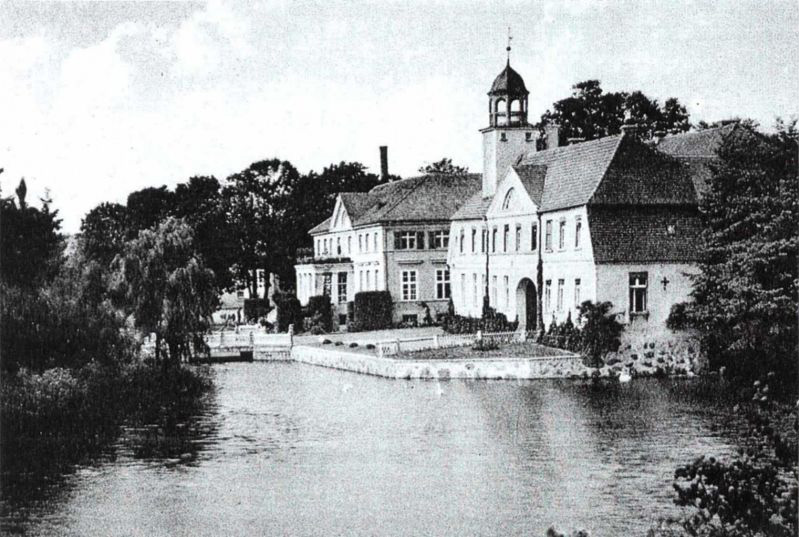
Das Puttkamerschloss auf dem Gut Deutsch Karstnitz

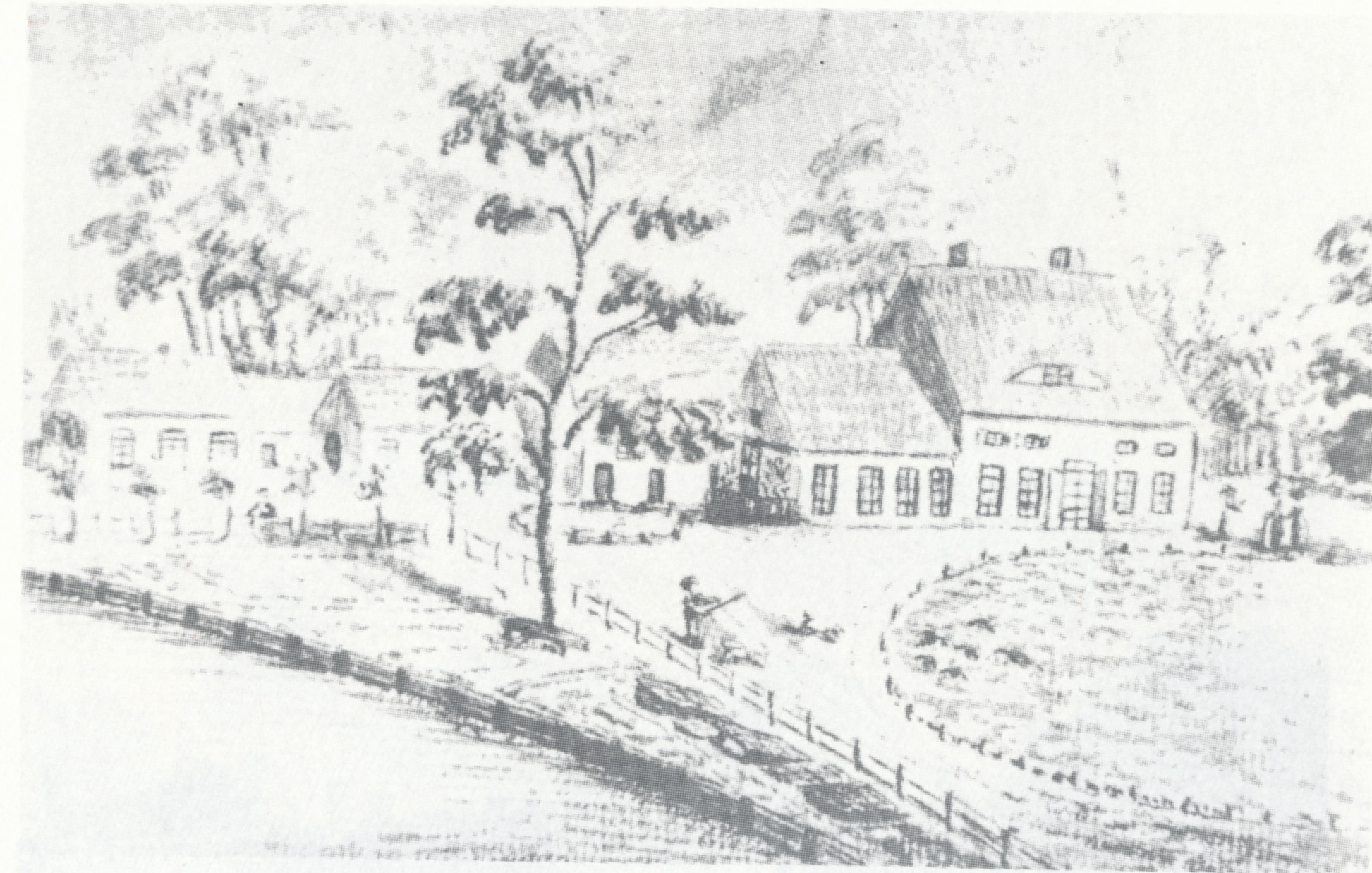
Das Puttkamersche Gut Treblin um 1820

Puttkamer kam im April 1743, um wie viele seiner Ahnen und Verwandten die Soldatenlaufbahn einzuschlagen, in das Kadettenhaus nach Berlin. Die Preußischen Armee nahm ihn im Oktober 1748 als Gefreiterkorporal in das Infanterie-Regiment von Kalckstein auf. Puttkamer wurde 1751 Fähnrich und 1755 Leutnant. Im Siebenjährigen Krieg kämpfte er in den Schlachten bei Kolin, Breslau und Leuthen, der Wiedereroberung von Breslau, der Schlacht Schlacht von Zorndorf, im Überfall bei Hochkirch und in der Schlacht bei Torgau, wo er am Kopf verwundet wurde. Im Krieg stieg Puttkamer 1757 zum Premierleutnant und 1762 zum Stabskapitän auf. Im Jahr 1765 wurde Puttkamer Kapitän und Kompaniechef. Als Major nahm er im Bayerischen Erbfolgekrieg 1778/79 am Feldzug in Böhmen teil. Im Mai 1782 erhielt er das Kommando seines Regiments. König Friedrich Wilhelm II. beförderte ihn im Juni 1787 zum Oberstleutnant und im Juni 1789 zum Oberst, nachdem er ihn im November 1788 mit dem Pour le merite, ausgezeichnet hatte. Am 23. Februar ernannte er Puttkamer zum Regimentschef des Infanterieregiments von Raumer, nun „von Puttkamer“, in Brandenburg an der Havel und am 10. Januar 1794 zum Generalmajor. König Friedrich Wilhelm III. beförderte Puttkamer am 20. Mai 1800 zum Generalleutnant und dekorierte ihn 1802 mit dem Roten Adlerorden. Am 20. September 1805 verabschiedete er ihn mit einer jährlichen Pension von 2000 Talern aus der Armee. Puttkamer war bei Vorgesetzten und Untergebenen beliebt und wurde allseits wegen seines großen militärischen Wissens geschätzt, hatte aber ein Gewichtsproblem, das seine Verwendungsmöglichkeit einschränkte, so hieß es bereits 1794 in einer Conduite: „Die Schwere seines Cörpers wird sich zum Feld Dienst nicht mehr passen“.
Die Pension musste im August 1807 infolge des Friedens von Tilsit halbiert werden. Die Güter Deutsch Karstnitz und Benzin hatte Puttkamer im Jahre 1740 von seinem verstorbenen Vater geerbt; hier verbrachte er auch seinen Lebensabend. Von einem Vetter hatte er 1807 das Gut Treblin geerbt.

## Militärische Auszeichnungen
- Pour le Mérite, 19. November 1788
- Roter Adlerorden mit Stern und Schulterband, 18. Mai 1802

## Familie
Er war mit Jeanette Amalie Sophie, einer Tochter des späteren Generalleutnants Johann Georg Wilhelm von Keller verheiratet. Aus der Ehe gingen drei Söhne hervor:
- Karl Friedrich Christian Georg (* 5. November 1780; † 30. Dezember 1836), Major im Dragoner-Regiment Nr. 2, Erbherr auf Treblin ⚭ 29. Juni 1809  Christiane Henriette von Zitzewitz (* 30. Dezember 1789; † 24. September 1845)[2]
- Wilhelm Friedrich Eduard (* 26. Oktober 1782; † 13. Mai 1858), Oberstleutnant, Erbherr auf Deutsch-Carstnitz ⚭ 28. April 1816  Friederike Wilhelmine Luise von Thulemeier (* 29. April 1793; † 12. Januar 1877)[3] (Tochter von Friedrich Wilhelm von Thulemeyer)
- Theodor Anton Wichard (* 28. Mai 1786; † 19. Juli 1875)[4], Herr auf Grapitz ⚭ 11. August 1815  Elisabeth Charlotte Blassert (* 11. Mai 1786; † 2. August 1847)[5]